# Коропецький Іван Святослав
Іван Святослав Коропецький (нар. 24 червня 1921 — † 12 жовтня 2012) —українсько - американський економіст, дослідник історії українського господарства, порівнянню економічних систем, історії української економічної думки. Іноземний член НАН України.
У 1989 р. серед 20 687 членів American Economic Association, був єдиним, хто обрав українську економіку, як свою спеціальність (American Economic Review, Dec.1989)
У 1994 р. професор Темпльського університету (Філадельфія, США)

## Твори
- Коропецький І.-С. Дещо про минуле, недавнє минуле та сучасне української економіки [Текст]. — К.: Либідь, 1995.
- Коропецький І.-С. Про Україну, економіку і про себе, т. 4.— К., 2003.